# Edgard Zunz
Edgard Zunz (* 9. November 1874 in Charleroi; † 11. Juni 1939) war ein belgischer Pharmakologe.

## Leben
Er studierte Medizin an der Universität Brüssel und setzte nach seiner Promotion im Jahr 1897 seine Studien in verschiedenen anderen Laboratorien einschließlich derjenigen für Organische Chemie an der Universität Heidelberg und für Biologische Chemie an der Universität Straßburg fort.
Nach seiner Rückkehr nach Brüssel im Jahre 1900 wurde er Assistent des Anthropologen Prof. Victor Jacques (* 1853) im Labor für Pharmakologie und Therapeutik. 1906 wurde er ordentliches Mitglied der Medizinischen Fakultät und ab 1909 lehrte er Toxikologie. 1919 wurde er Professor und Direktor des Laboratoriums für Pharmakologie und Therapeutik.
Er forschte zur Verdauung von Proteinen und den Eigenschaften des Proteinabbaus. Ferner zur Blutgerinnung, anaphylaktischer Schock, Diabetes und der Sekretion von Adrenalin.
1932 wurde Zunz in die deutsche Leopoldina gewählt. 1934 wurde er Mitglied der Königlichen Akademie für Medizin in Belgien und diente 1934 als deren Präsident.